# Anselme Lebas
Pour les articles homonymes, voir Lebas.
Anselme Lebas, né le 1er décembre 1815 à Decize (Nièvre) et décédé le 17 décembre 1874 à Devay (Nièvre), est un homme politique français.
Avocat à Nevers, il est représentant de la Nièvre de 1871 à 1874, siégeant au centre-gauche. 

## Sources
- « Anselme Lebas », dans Adolphe Robert et Gaston Cougny, Dictionnaire des parlementaires français, Edgar Bourloton, 1889-1891 [détail de l’édition]
- Ressource relative à la vie publique :   - Base Sycomore